# Talkin’ New York
Talkin’ New York – kompozycja Boba Dylana, nagrana przez niego na jego pierwszym albumie Bob Dylan w listopadzie 1961.

## Historia utworu
Dylan napisał ten utwór w maju 1961.
Jedyne, poza umieszczonym na pierwszym albumie, nagranie „Talkin’ New York” pochodzi z sesji z kwietnia lub maja 1962 w „Gerde's Folk City” w Nowym Jorku.
Była to pierwsza kompozycja Dylana nagrana na oficjalnym albumie. Na sesji powstały co najmniej dwie wersje; druga została wydana na albumie.